# 黑緣箬鰨
黑緣箬鰨（学名：[Synaptura marginata] 错误：{{Lang}}：文本有斜体标记（帮助）），又名暗斑箬鰨、龍舌、鰨沙、比目魚，为輻鰭魚綱鰈形目鰨亞目鰨科箬鰨屬下的一个种，為熱帶魚類，分布於印度西太平洋區，包括莫三比克至南非納塔爾、日本至菲律賓半鹹水、海域，棲息深度可達40公尺，本魚體深褐色，有時具有深色的斑點，背鰭與臀鰭有灰白的邊緣，右邊的胸鰭黑色，背鰭軟條70-76枚;臀鰭軟條54-63枚，體長可達50公分，棲息在沿岸淺水域，以底棲性無脊椎動物為食，生活習性不明，可作為食用魚。